# Kolāmū
Kolāmū (persiska: كلامو) är en ort i Iran.   Den ligger i provinsen Semnan, i den norra delen av landet, 300 km öster om huvudstaden Teheran. Kolāmū ligger 1 419 meter över havet och antalet invånare är 737.
Terrängen runt Kolāmū är varierad.Runt Kolāmū är det mycket glesbefolkat, med 5 invånare per kvadratkilometer. Kolāmū är det största samhället i trakten. Trakten runt Kolāmū är ofruktbar med lite eller ingen växtlighet.